# Orrváladék
Az orrváladék  – hétköznapi nevén: takony, fika – az orrnyálkahártya mirigyei által termelt folyadék. Hígabb és sűrűbb (nyálkásabb) fázisból áll, és beborítja az orrüreg és orrmelléküregek falát.

## Funkciója
Az orrváladék funkciója a beáramló levegő nedvesítése, mielőtt az folytatná útját a tüdő felé, ezenkívül a levegőből kiszűri és megköti a szennyeződéseket, virágport stb. Az orrváladék a benne megragadt szennyeződés körül megszilárdul.

## Színe
Az orrváladék eredetileg színtelen, azonban a szennyeződések valamint az orrüregben megtalálható baktériumok megszínezhetik. A Staphylococcus aureus például sárga, a Pseudomonas aeruginosa zöldes színt kölcsönöz mindenféle testnedvnek, amellyel keveredik.

## Mennyisége
Mirigyeink naponta mintegy egy liternyi orrváladékot termelnek. Ennek nagy része az orrüreg hátsó nyílásán keresztül lecsurog a garatba, mi pedig lenyeljük, anélkül, hogy tudnánk róla.

## Külső hivatkozások
- Miből áll valójában az orrváladék?
- http://www.geographic.hu/index.php?act=napi&rov=6&id=9062